# Овсянников Дем'ян Васильович
Дем'ян Васильович Овсянников (1909, місто Одеса, тепер Одеської області — ?) — український радянський діяч, коваль, бригадир ковалів Одеського заводу імені Січневого повстання. Депутат Верховної Ради СРСР 5—6-го скликань.

## Біографія
Народився в багатодітній родині робітника-коваля. Закінчив початкову школу. Трудову діяльність розпочав у 1926 році ковалем у кустарній ковальській майстерні Луки Кудрявцева в місті Одесі.
У 1929—1941 роках — коваль Одеського кранобудівного заводу імені Січневого повстання. Без відриву від виробництва закінчив на заводі трирічні курси майстрів.
Під час німецько-радянської війни перебував у евакуації, працював ковалем на військовому заводі в РРФСР.
З 1944 року — коваль, бригадир ковалів Одеського кранобудівного заводу імені Січневого повстання. Раціоналізатор, ударник комуністичної праці. Обирався заступником секретаря партійної організації заводу імені Січневого повстання.
Член КПРС з 1955 року.
Автор книги «Від вільного кування до штампування».
Потім — на пенсії у місті Одесі.